# Strawberry Hill
Strawberry Hill – część dzielnicy Richmond upon Thames w Londynie.
Jej nazwa pochodzi od neogotyckiego pałacu – rezydencji pisarza Horacego Walpole’a, Strawberry Hill House. W 1750 roku przebudował on swoją rodową siedzibę w stylu nawiązującym do epoki neogotyku. Budynek został ozdobiony m.in. licznymi wieżyczkami, maswerkami i ostrymi łukami. Uważany za pierwszą neogotycką rezydencję, szybko stał się wzorem dla innych posiadłości w całej Europie.

## Linki zewnętrzne

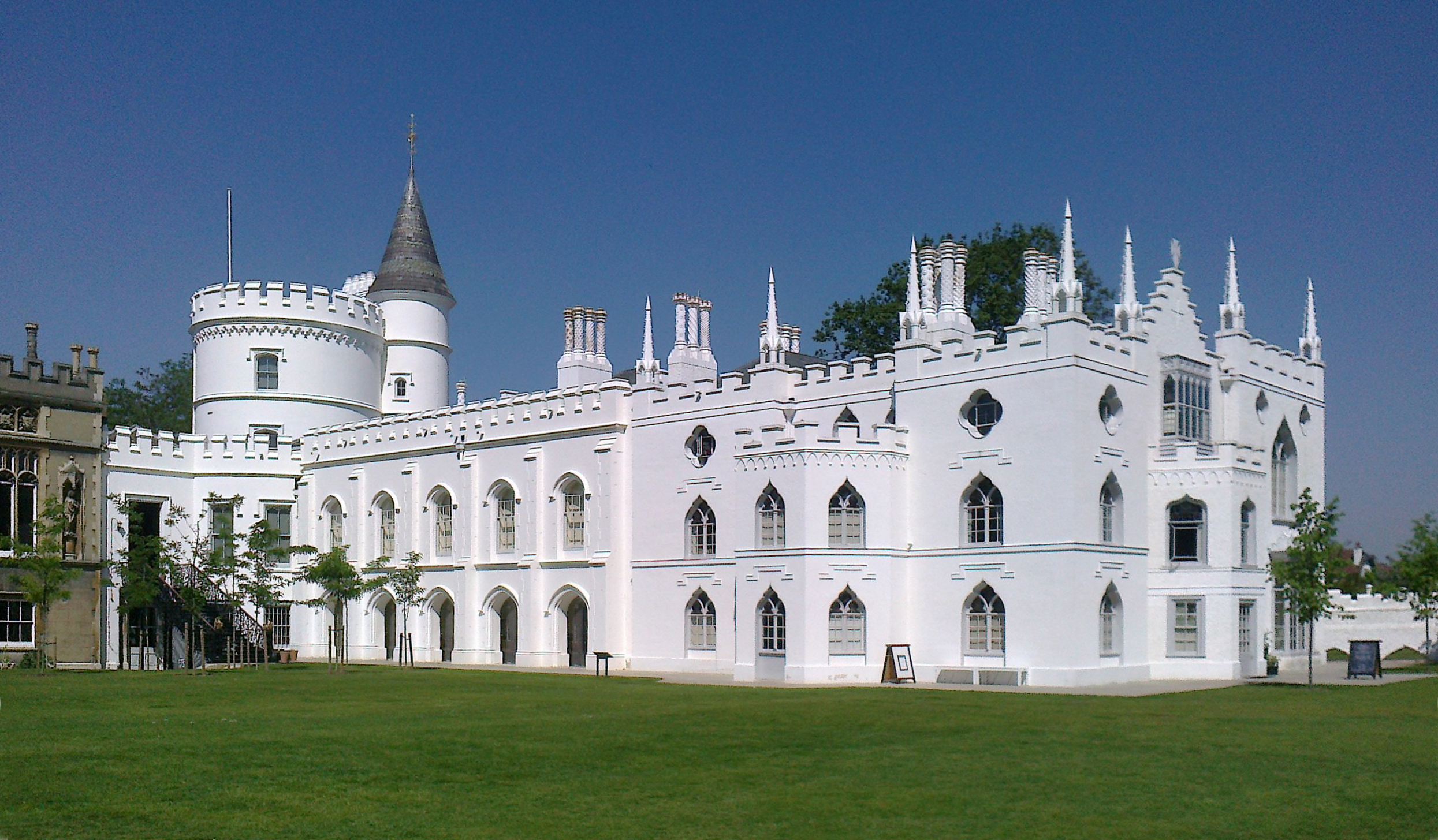
Strawberry Hill House w 2012 r., po odrestaurowaniu